# 1956年夏季奧林匹克運動會摔跤比賽
1956年夏季奥林匹克运动会摔跤比赛在澳大利亚墨尔本皇家展览馆举行，比赛共分为16个男子小项，古典式和自由式各8个。

## 奖牌得主

### 古典式
| 项目     | 金牌                               | 银牌                                  | 铜牌                                 |
| 蝇量级   | Nikolai Solovyov · 苏联（URS）     | 伊尼亚齐奥·法布拉 · 意大利（ITA）     | 杜尔孙·阿里·埃里巴什 · 土耳其（TUR） |
| 雏量级   | Konstantin Vyrupayev · 苏联（URS） | 埃德温·韦斯特比 · 瑞典（SWE）         | Francisc Horvat · 罗马尼亚（ROU）    |
| 次轻量级 | 劳诺·梅基宁 · 芬兰（FIN）          | 波亚克·伊姆赖 · 匈牙利（HUN）         | Roman Dzeneladze · 苏联（URS）       |
| 轻量级   | 屈厄斯蒂·莱赫托宁 · 芬兰（FIN）    | 勒扎·多安 · 土耳其（TUR）             | 托特·久洛 · 匈牙利（HUN）            |
| 次中量级 | 米特哈特·巴伊拉克 · 土耳其（TUR）  | Vladimir Maneyev · 苏联（URS）        | 佩尔·贝尔林 · 瑞典（SWE）            |
| 中量级   | Givi Kartozia · 苏联（URS）        | 迪米特尔·多布雷夫 · 保加利亚（BUL）   | 鲁内·扬松 · 瑞典（SWE）              |
| 次重量级 | Valentin Nikolayev · 苏联（URS）   | Petko Sirakov · 保加利亚（BUL）       | 卡尔-埃里克·尼尔松 · 瑞典（SWE）     |
| 重量级   | Anatoli Parfenov · 苏联（URS）     | 维尔弗里德·迪特里希 · 德国联队（EUA） | 阿德尔莫·布尔加雷利 · 意大利（ITA）  |

### 自由式
| 项目     | 金牌                                 | 银牌                               | 铜牌                             |
| 蝇量级   | Mirian Tsalkalamanidze · 苏联（URS） | M. Ali Khojastehpour · 伊朗（IRI） | 侯赛因·阿克巴什 · 土耳其（TUR）  |
| 雏量级   | 穆斯塔法·达厄斯坦勒 · 土耳其（TUR）  | Mehdi Yaghoubi · 伊朗（IRI）       | Mikhail Shakhov · 苏联（URS）    |
| 次轻量级 | 笹原正三 · 日本（JPN）               | Joseph Mewis · 比利时（BEL）       | 埃尔基·彭蒂莱 · 芬兰（FIN）      |
| 轻量级   | Emam-Ali Habibi · 伊朗（IRI）        | 笠原茂 · 日本（JPN）               | Alimbeg Bestayev · 苏联（URS）   |
| 次中量级 | 池田三男 · 日本（JPN）               | 易卜拉欣·曾京 · 土耳其（TUR）      | Vakhtang Balavadze · 苏联（URS） |
| 中量级   | 尼古拉·斯坦切夫 · 保加利亚（BUL）    | 丹尼·霍奇 · 美国（USA）            | Georgi Skhirtladze · 苏联（URS） |
| 次重量级 | Gholamreza Takhti · 伊朗（IRI）      | Boris Kulayev · 苏联（URS）        | 彼得·布莱尔 · 美国（USA）        |
| 重量级   | 哈米德·卡普兰 · 土耳其（TUR）        | Hussein Mehmedov · 保加利亚（BUL） | 泰斯托·康阿斯涅米 · 芬兰（FIN）  |

## 参赛国家和地区
本赛共有来自30个国家和地区的173名运动员参加：
- 阿根廷（2）
- （15）
- 奥地利（4）
- 比利时（3）
- 保加利亚（8）
- 加拿大（2）
- 芬兰（10）
- 法国（2）
- 德国联队（5）
- 英国（4）
- 希腊（2）
- 匈牙利（8）
- 印度（7）
- 伊朗（8）
- 爱尔兰（1）
- 意大利（5）
- 日本（8）
- 韩国（3）
- 墨西哥（1）
- 新西兰（1）
- 挪威（1）
- 巴基斯坦（6）
- 菲律宾（3）
- 罗马尼亚（4）
- 南非（4）
- 苏联（16）
- 瑞典（10）
- 土耳其（13）
- 美国（15）
- 南斯拉夫（2）[2]